# Alfredo Barba Mariscal
Alfredo Barba Mariscal nació en Guadalajara en 1968. Desciende de una línea de políticos activos en el PRI. Estudió Derecho en la Universidad de Guadalajara (UDG), es miembro del PRI desde hace 24 años, miembro activo del Comité Ejecutivo Estatal de la Federación Revolucionaria de Obreros y Campesinos (CROC) desempeñándose como Secretario de Acción Política y Social.
Barba Mariscal, comenzó su carrera política desde la Universidad al postularse como Candidato a la Presidencia de la Facultad de Derecho. Ha sido presidente del comité del PRI Tlaquepaque,  secretario general de ese municipio, tres veces diputado federal.